# Консельейру-Лафайети (микрорегион)

Консельейру-Лафайети на карте.

Консельейру-Лафайети (порт. Microrregião de Conselheiro Lafaiete) — микрорегион в Бразилии, входит в штат Минас-Жерайс. Составная часть мезорегиона Агломерация Белу-Оризонти. Население составляет 	247 251	 человек (на 2010 год). Площадь — 	2943,585	 км². Плотность населения — 	84,00	 чел./км².

## Демография
Согласно сведениям, собранным в ходе переписи 2010 г. Национальным институтом географии и статистики (IBGE), население микрорегиона составляет:						
| Полное население                             | Полное население                             | Полное население                             | Полное население                             | 247 251 |
| -------------------------------------------- | -------------------------------------------- | -------------------------------------------- | -------------------------------------------- | ------- |
| в том числе:                                 | Городское население                          | 219 125                                      | Процент городского населения, %              | 88,62   |
|                                              | Сельское население                           | 28 126                                       | Процент сельского населения, %               | 11,38   |
|                                              | Мужское население                            | 121 488                                      | Процент мужского населения, %                | 49,14   |
|                                              | Женское население                            | 125 763                                      | Процент женского населения, %                | 50,86   |
| Плотность населения, чел/км²                 | Плотность населения, чел/км²                 | Плотность населения, чел/км²                 | Плотность населения, чел/км²                 | 84,00   |
| Население микрорегиона в % к населению штата | Население микрорегиона в % к населению штата | Население микрорегиона в % к населению штата | Население микрорегиона в % к населению штата | 1,26    |

## Статистика
- Валовой внутренний продукт на 2003 год составляет 2 048 392 511,00 реалов (данные: Бразильский институт географии и статистики).
- Валовой внутренний продукт на душу населения на 2003 год составляет 8902,72 реалов (данные: Бразильский институт географии и статистики).
- Индекс развития человеческого потенциала на 2000 год составляет 0,778 (данные: Программа развития ООН).

## Состав микрорегиона
В составе микрорегиона включены следующие муниципалитеты:
1. Каза-Гранди
2. Катас-Алтас-да-Норуэга
3. Конгоньяс
4. Консельейру-Лафаети
5. Кристиану-Отони
6. Дестерру-ди-Энтри-Риус
7. Энтри-Риус-ди-Минас
8. Итаверава
9. Ору-Бранку
10. Келузиту
11. Сантана-дус-Монтис
12. Сан-Брас-ду-Суасуи